# Asemonea cristata
Asemonea cristata là một loài nhện trong họ Salticidae.
Loài này thuộc chi Asemonea. Asemonea cristata được Tord Tamerlan Teodor Thorell miêu tả năm 1895.